# Cypripedium japonicum
Espèce
Synonymes
- Cypripedium japonicum var. glabrum M.Suzuki (1980)

Classification phylogénétique
Statut de conservation UICN

 EN B2ab(ii,iii,iv,v); C2a(i) : En danger
Statut CITES
Cypripedium japonicum est une espèce d'orchidées d'Asie de l'Est présente au Japon, en Corée et en Chine.

## Description
C'est une plante herbacée terrestre de taille petite à moyenne qui préfère les climats frais. Elle fleurit au printemps.